# Petaca

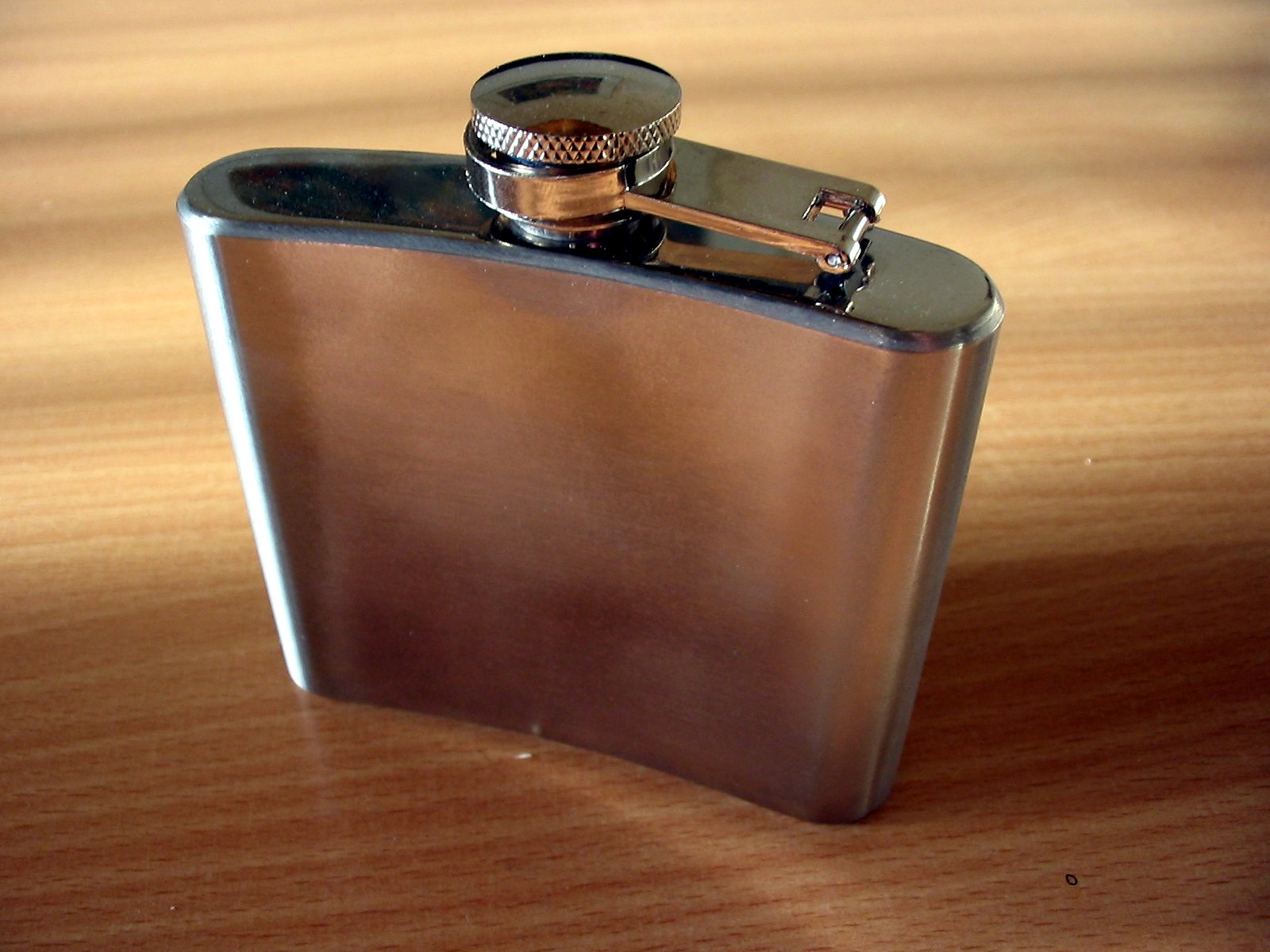
Petaca metálica para contener bebida.

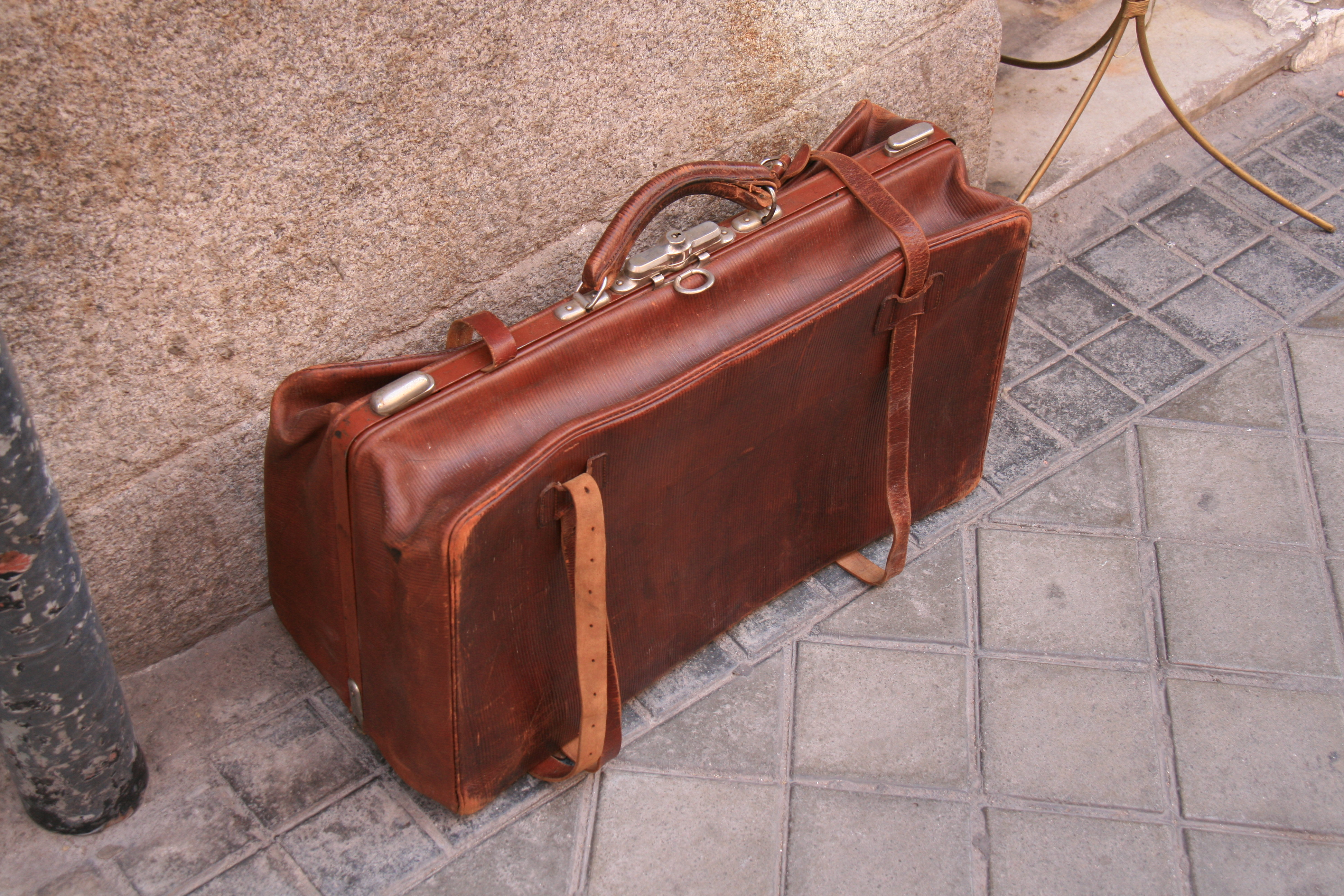
En México, petaca, entre otros significados, denomina distintos tipos de maleta.

Petaca es un recipiente (caja, estuche, frasco o botella) extraplano para bebidas destiladas, cuyo tamaño y forma se adaptan a un bolsillo del pantalón. La Real Academia Española asienta otros significados que pueden dar orientación sobre el origen del término y sus usos diversos. Así, por ejemplo, la petaca como "arca" o maleta de cuero, madera o mimbre" (acepción muy común en América), el "estuche de cuero o metal" para contener tabaco, o el maletín, significado muy arraigado en México y otras zonas de Hispanoamérica.

## Descripción
Las petacas para licor fueron hechas tradicionalmente de peltre, plata, o incluso vidrio, aunque las más modernas están hechas de acero inoxidable e incluso de plástico, para evitar su detección por los detectores de metales. Aunque variar su forma, suelen fabricarse para que coincidan con la curva de la cadera del portador o en el muslo, por comodidad y discreción. Algunas tienen "tops cautivos", que es un pequeño brazo que une la tapa a la boca de la licorera para evitar que se pierda cuando se destapa. También suele usarse el tapón como medida de bebida o vasito.
En México, a estos recipientes para licor no se les conoce como “petacas” sino como “anforitas”.

## En la cultura norteamericana

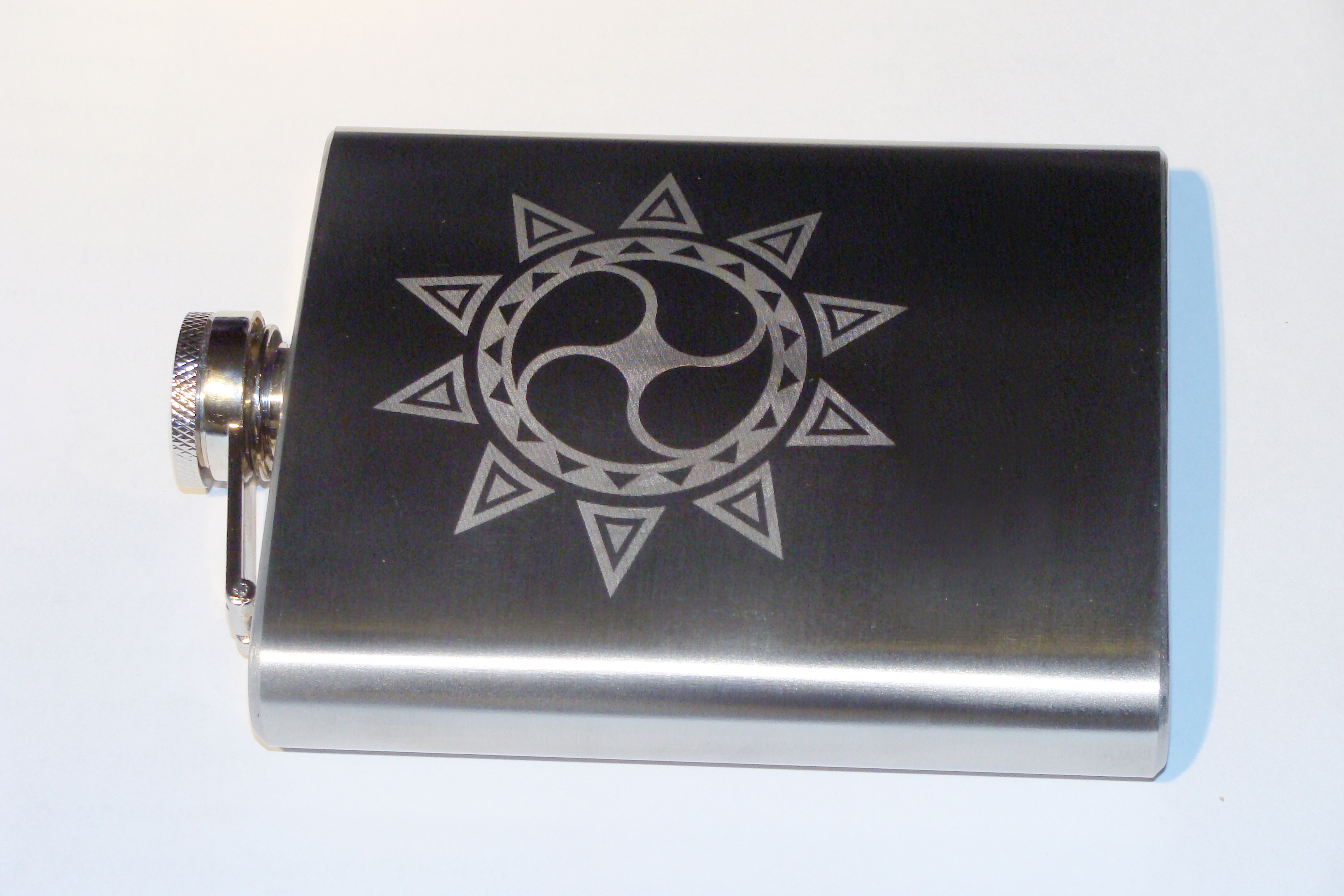
Petaca con un grabado de adorno.

Este recipiente comenzó a aparecer con la forma de frasco extraplano conocido hoy en el siglo XVIII, utilizado en su origen por los miembros de la alta burguesía (gentry). Sin embargo, las versiones menos compactas habían estado en producción durante varios siglos. En la Edad Media, hay referencias de fruta eviscerada (deshuesada) utilizada para fabricar licor. Durante el siglo XVIII, el embarque de mujeres por los barcos de guerra británicos facilitó el contrabando de ginebra en los barcos con frascos improvisados, hechos de vejigas de cerdo y escondidos dentro de los guardainfantes de las damas. Tras la ley seca de 1920 en los Estados Unidos, el estado de Indiana prohibió la venta de cocteleras y petacas de licor. Muy popular en la cultura anglosajona, la petaca puede llevar un grabado que la distingue de las demás y la hace objeto exclusivo de la persona que la usa.
Las petacas antiguas, en particular las de plata, son muy codiciadas como objetos de colección. Son atrezo habitual en el cine; por ejemplo, en Dos hombres y medio, donde Charlie Harper (Charlie Sheen) bebe alcohol de una licorera durante un funeral. En la Royal Air Force, la "licorera" fue utilizada como código de un revólver. En términos de legalidad, en varios estados de los Estados Unidos, llevar una petaca de licor, vacía o llena, viola las leyes que prohíben la posesión de envases de alcohol sin sellar; también están prohibidas dentro de los vehículos.